# Граф де Осорно

Герб муниципалитета Осорно-ла-Майор, провинция Паленсия, автономное сообщество Кастилия и Леон

Граф де Осорно — испанский дворянский титул. Он был создан 31 августа 1445 года королем Кастилии Хуаном II для Габриэля Фернандеса де Манрике (1412—1482), 1-го герцога де Галистео (1451), сына Гарси Фернандеса Манрике, 1-го графа да Кастанеды (? — 1436).
После смерти в 1675 году Анны Аполонии Манрике де Лара, 8-й графини де Осорно, графский титул перешел в дома герцогов Альба.
Название графского титула происходит от названия муниципалитета Осорно-ла-Майор, провинция Паленсия, автономное сообщество Кастилия и Леон.

## Список графов де Осорно
- Габриэль Фернандес де Манрике[исп.] (1412—1482), 1-й граф де Осорно

1. Супруга — Менсия Лопес Давалос, дочь Руя Лопеса Давалоса, графа де Рибадео и констебля Кастилии.
2. Супруга — Альдонса Лопес де Виверо, дочь Алонсо Переса де Виверо и де Инес де Гусман. Ему наследовал его сын от второго брака:

- Педро Фернандес Манрике-и-Виверо (1482 — 1515), 2-й граф де Осорно

1. Супруга — Мария де Кабрера и Бобадилья, дочь 1-го маркиза де Мойя
2. Супруга — Тереса Альварес де Толедо и Энрикес, дочь 1-го герцога де Альба-де-Тормес. Ему наследовал его сын:

- Гарсия Фернандес Манрике де Лара и Толедо[исп.] (? — 1546), 3-й граф де Осорно.

1. Супруга — Хуана Энрикес
2. Супруга — Хуана де Кабрера и Бобадилья, дочь 1-го маркиза де Мойя
3. Супруга — Мария де Луна и Бобадилья, дочь Альваро де Луны и Айяла, 2-го сеньора де Фуэнтидуэнья, и Исабель де Бобадилья и Мальдонадо, сеньоры де Фуэнтидуэнья. Ему наследовал его сын от третьего брака:

- Педро Фернандес Манрике и Луна (? — 1569), 4-й граф де Осорно.

1. Супруга — Эльвира Энрикес де Кордова, дочь 1-го маркиза де Прьего. Ему наследовал их сын:

- Гарсиа Фернандес Манрике и Кордова (? — 1587), 5-й граф де Осорно.

1. Супруга — Тереза Энрикес де Гусман, дочь 3-го графа де Альба-де-Листе. Ему наследовал их сын:

- Педро Фернандес Манрике и Энрикес (? — 1589), 6-й граф де Осорно.

1. Супруга — Каталина Сапата де Мендоса, дочь 1-го графа де Барахас. Ему наследовал их сын:

- Гарсиа Манрике и Сапата (? — 1635), 7-й граф де Осорно.

1. Супруга — Анна Мария Фернандес Манрике де Лара и де ла Серда, дочь 5-го маркиза де Агилар-де-Кампоо. Ему наследовала их дочь:

- Анна Аполония Манрике де Лара (? — 1675), 8-я графиня де Осорно.

- Антонио Альварес де Толедо и Энрикес де Рибера[исп.] (1615—1690), 9-й граф де Осорно, 7-й герцог де Альба, сын Фернандо Альвареса де Толедо и Мендосы, 6-го герцога де Альба, и его первой жены, Антонии Энрикес де Рибера и Альварес де Толедо

1. Супруга с 1626 года Марианна Фернандес де Веласко и Фернандес де Кордова, дочь 5-го герцога де Фриас
2. Супруга с 1656 года Гиомар де Сильва Мендоса Корелья, дочь 1-го маркиза де Орани

- Антонио Альварес де Толедо (1627—1707), 10-й граф де Осорно, 8-й герцог де Альба. Сын предыдущего от первого брака с Марианной Фернандес де Веласко и Фернандесе де Кордова

1. Супруга с 1668 года Констанса де Гусман Давила, дочь 7-го маркиза де Аямонте

- Антонио Мартин Альварес де Толедо Бомон Энрикес де Рибера и Манрике (1669—1711), 11-й граф де Осорно, 9-й герцог де Альба. Сын предыдущего и Констансы де Гусман Давилы

1. Супруга с 1688 года Исабель Закарияс Понсе де Леон, дочь герцога де Аркос

- Франсиско Альварес де Толедо (1662—1739), 12-й граф де Осорно, 10-й герцог де Альба. Дядя предыдущего

1. Супруга — Каталина де Аро и Гусман (1627—1733), 8-я маркиза дель-Карпио и 8-я графиня де Монтеррей

- Мария Тереза Альварес де Толедо (1691—1755), 13-я графиня де Осорно, 11-я герцогиня де Альба. Дочь предыдущего и Каталины де Аро и Гусман

1. Супруг с 1712 года Мануэль Мария Хосе де Сильва Мендоса и де ла Серда, 10-й граф де Гальве (1677—1728)

- Фернандо де Сильва и Альварес де Толедо (1714—1776), 14-й граф де Осорно, 12-й герцог де Альба. Единственный сын предыдущей и Мануэля Марии Хосе де Сильвы Мендосы и де ла Серды, 10-го графа де Гальве

1. Супруга — Анна Мария Альварес де Толедо и Португаль (1707—1729), дочь Висенте Педро Альвареса де Толедо и Португаля (1687—1729), 9-го графа де Оропеса (1707—1728).

- Мария Тереза Каэтана де Сильва и Альварес де Толедо (1762—1802), 15-я графиня де Осорно, 13-я герцогиня де Альба. Единственная дочь Франсиско де Паула де Сильва и Альварес де Толедо (1733—1770), 10-го герцога де Уэскара (1755—1770), и Марианны дел Пилар де Сильва-Базан и Сармьенто, внучка Фернандо де Сильвы и Альвареса де Толедо, 12-го герцога де Альба.

1. Супруг с 1775 года Хосе Альварес де Толедо Осорио, 15-й герцог де Медина-Сидония (1756—1796)

- Карлос Мигель Фитц-Джеймс Стюарт и Сильва (1794—1835), 16-й граф де Осорно, 14-й герцог де Альба. Младший (второй) сын гранда Хакобо Филипе Фитц-Джеймса Стюарта и Сильвы (1773—1794), 5-го герцога де Лириа-и-Херика и 5-го герцога Бервика (1787—1794), и Марии Терезы Фернандес и Палафокс (1772—1818).

1. Супруга с 1819 года Розалия Вентимилья ди Граммонте и Монкада (1798—1868), дочь Луиджи де Вентимилья, 2-го принца ди Граммонте, и Леонор де Монкады.

- Хакобо Фитц-Джеймс Стюарт и Вентимилья Уэскар Оливарес (1821—1881), 17-й граф де Осорно, 15-й герцог де Альба. Старший сын предыдущего и Розалии Вентимилья и Монкада (1798—1868), принцессы ди Граммонте.

1. Супруга с 1848 года Мария Франсиска Палафокс Портокарреро и Киркпатрик (1825—1860), 12-я герцогиня де Пеньяранда-де-Дуэро, дочь Киприано Палафокса и Портокарреро (1784—1839), графа де Теба и де Монтихо, и Марии Мануэлы Киркпатрик (1794—1879).

- Карлос Мария Фитц-Джеймс Стюарт и Портокарреро де Палафокс (1849—1901), 18-й граф де Осорно, 16-й герцог де Альба. Единственный сын Хакобо Фитц-Джеймса Стюарта и Вентимилья (1821—1881), 15-го герцога Альба (1835—1881), и Марии Франсиски де Палафокс и Портокарреро де Гусман и Киркпатрик (1825—1860).

1. Супруга с 1877 года Мария дель Росарио Фалько и Осорио (1854—1904), 322-я графиня де Сируэла, дочь Мануэля Паскуаля Луиса Карлоса Феликса Фортунато Фалько, 14-го маркиза де Альмонасира, и Марии дель Пилар, 3-й герцогини де Фернан-Нуньес.

- Хакобо Фитц-джеймс Стюарт и Фалько (1878—1953), 19-й граф де Осорно, 17-й герцог де Альба

1. Супруга с 1920 года Мария дель Росарио де Сильва и Гуртубай (1900—1934), дочери Альфонсо де Сильвы и Фернандеса де Кордовы (1877—1955), 16-го герцога де Альяга, и Марии дель Росарио Гуртубай (1879—1948).

- Мария дель Росарио Каэтана Фитц-Джеймс Стюарт и Сильва (1926—2014), 20-я графиня де Осорно, 18-я герцогиня де Альба

1. Супруг с 1947 года Луис Мартинес де Ирухо и Артаскос (1919—1972)
2. Супруг с 1978 года Хесус Агирре и Ортис де Сапате (1934—2001)
3. Супруг с 2011 года Альфонсо Диес Карабантес (род. 1950)

- Карлос Фитц-Джеймс Стюарт и Мартинес де Ирухо (род. 1948), 21-й граф де Осорно, 19-й герцог де Альба

1. Супруга с 1988 года Матильда де Солис-Бомон и Мартинес-Кампос (род. 1963), развод в 2004 году.

- Карлос Артуро Фитц-Джеймс Стюарт и Солис[исп.] (род. 1991), 22-й граф де Осорно, младший (второй) сын предыдущего.